# 内山義英 (経済学者)
内山 義英（うちやま よしひで、1963年 - ）は、日本の経済学者、青山学院大学教授。博士（国際経済学）。専攻分野は経済統計学、応用経済学。

## 人物
茨城県生まれ。
青山学院大学国際政治経済学部国際経済学科卒業後、青山学院大学大学院国際政治経済学研究科国際経済学専攻一貫制博士課程修了。財務省税関研修所 非常勤講師、青山学院大学国際政治経済学部 非常勤講師を経て、青山学院大学教授。陸上競技部部長。1994年3月25日に博士（国際経済学）を取得した。
著書『市町村合併のシナジー効果―改革時代の自治体「意識」の分析』（共著）では、平成の大合併の経済効果をテキストマイニングの手法を駆使して当該自治体の「改革意識」を抽出している。市町村合併のシナジー効果に関する先行研究がほとんどない中で、先駆的な著作となっている。本書は分担執筆ではなく全体を5名の執筆者で書き起こしている。第5章 経済的クラスタリング」では交付税比率や議会比率などのデータを凝集的階層クラスター分析を用いて、過疎化指標、面積指標、人件費指標、行政費指標などを抽出した。「第6章 クラスターの費用削減効果」では経済指標を用いて、改革意識の高い自治体は合併により高い費用削減効果をもたらすことを明らかにした。内山義英が統計学の深い知識を持っていることは、林誠一郎らが因子分析の結果解釈に内山義英の助力を得たことに示されている。

著書『知識管理活動とインターナショナルマネジメント』（共著）は青山学院大学総合研究所研究センターが支援している2年間にわたるプロジェクト「知的活動と国際マネジメント」を取りまとめたものであり、内山義英は第5章「研究開発投資と経常収支変動の異時点間分析」を執筆している。

論文(矢吹.内山(1998))は(中澤克佳 2008, p. 59,68)で引用され、供給決定における一定の独自性が市町村に存在することを実証したと評された。
大学で教えるほか、青山学院大学の陸上競技部部長としても活動している。2015年1月24日、教育者教育研究所「全国教育者研究大会（東京会場）」で『若者たちが自らの能力を引き出すとき――箱根駅伝出場までの5年間』のタイトルで講演し、2004年に強化指定部制度が導入され、2009年に33年ぶりに「東京箱根間往復大学駅伝競走」に出場するまでのエピソードなどを紹介した。内山が陸上部の副部長に就任した当初は、陸上部部員は雨が降れば練習を休み、練習中にはコンビニで雑誌を立ち読みをするというありさまだったという。そこで次の4つを部員たちに意識づけた。①あいさつをする、②寮の玄関で履物をそろえる、③寮の近隣の清掃を定期的に行う、④激励の手紙をいただいたら返事を書く。技術・体力の向上と同時に、あいさつ、履物を揃える等の地道な取り組みを続ける中でチームがまとまり、士気が高まったと語る。選手を信じ、認め、任せることで、「選手一人ひとりがチーム内での役割を認識するようになった」と強化プロセスを語っている。
。
2017年6月8日、世田谷区主催の文化学習講座で「青学大・箱根駅伝3連覇への軌跡」のタイトルで講演を行った。

2017年6月17日には、川崎市中原区で開かれた「ふるさと川崎まちづくり運動」（斎藤文夫会長）総会で「『覚悟』をもって取り組むー箱根駅伝出場までの5年間」のタイトルで講演を行った。成績不振であった青山学院大学陸上部の廃部の危機に当たり、2004年に強化プロジェクトを立ち上げ、中国電力の課長職にあった原監督を招聘し、当初の3年嘱託契約から任期延長の交渉を大学に行ったのは内山部長であった。
青山学院大学の箱根駅伝「3連覇」の報告会にも陸上部部長として出席している。

2017年1月23日には、青山学院大学卒業生主催の「駅伝感謝の会」で箱根駅伝だけでなくフルマラソンでも青学旋風を巻き起こしたい、とマラソンにも本格的に取り組む意欲を表明した。

## 著書リスト
- 『市町村合併のシナジー効果―改革時代の自治体「意識」の分析』(日本評論社,2012)[6]
- 『知的管理活動とインターナショナルマネジメント』（税務経理協会 ,2002年）[8]

## 論文リスト
- 内山 義英「日本の製品輸入と企業行動」『日本経済研究』第32巻、日本経済研究センター、1996年7月、191-208頁。
- 内山 義英「研究開発投資と設備投資 : 実証分析による日米比較」『青山国際政経論集』第82巻、青山学院大学、2010年、161-179頁。
- 内山義英「研究開発投資と設備投資の時系列分析」『青山国際政経論集』第63巻、青山学院大学、2004年5月、274頁、ISSN 0289-5129。
- 内山義英「研究開発投資は設備投資を増加させるのか」『青山国際政経論集』第71巻、青山学院大学、2007年1月、41-55頁、ISSN 0289-5129。
- 内山義英「DDP仮説の時系列分析 : 日本の輸出ドライブ効果の検証 (村田良平教授退任記念号)」『青山国際政経論集』第45巻、青山学院大学、1999年2月、65-78頁、ISSN 0289-5129。
- 内山義英、衣笠一歩「研究開発投資の内容が経常収支変動に及ぼす影響 : なぜ日本の経常収支黒字は解消されないのか」『青山国際政経論集』第83巻、青山学院大学、2011年1月、45-64頁、ISSN 0289-5129。
- 内山義英、鶴田芳貴,飯野明,仙波憲一「経済学におけるMaximaの応用 : 教育支援ツールの視点から」『青山インフォメーション・サイエンス』第38巻第1号、青山学院大学、2010年、3-28頁、ISSN 0916-829X。
- 矢吹初, 内山義英「老人福祉と1990年改正(1)改正の経済学的検討」『青山経済論集』第50巻第2号、青山学院大学経済学会、1998年10月、49-81頁、CRID 1520572359591182208、ISSN 03856798。
- 内山義英、矢吹初「老人福祉と1990年改正(II) : 改正の経済学的検討」『青山經濟論集』第50巻第3号、青山学院大学、1998年12月、3-28頁、ISSN 02895129。
- 内山義英、秋葉 勝彦,柳井知之「マクロ投資関数の利子弾力性 : ケインズ、新古典派、古典派の解釈」『青山經濟論集』第73巻、青山学院大学、2007年9月、77-89頁、ISSN 02895129。
- 内山義英、矢吹 初,高橋 朋一,深江 敬志,吉岡 祐次「クラスター分析による地方自治体の分類」『青山經濟論集』第61巻第2号、青山学院大学、2009年9月、119-149頁、ISSN 02895129。
- 内山義英 (2016年5月15日). “乳カゼイン加水分解物摂取が大学駅伝選手の合宿期の運動疲労に及ぼす影響” (PDF).   日本栄養・食糧学会. 2017年5月5日閲覧。